# Symfonie nr. 5 (Yun)
De Zuid-Koreaanse componist Isang Yun voltooide zijn Symfonie nr. 5 in 1987.
Het verzoek voor dit werk kwam van het Berlijns Muziekfestival. Als antwoord op dat verzoek schreef Yun een vijfdelige symfonie en tevens toonzetting van een elftal gedichten van Nelly Sachs. Yun had al eerder gedichten van haar gebruikt voor liederen en zijn cantate Teile dich, Nachts. De symfonie werd op 17 september 1987 voor het eerst uitgevoerd door Dietrich Fisher-Dieskau met het Berliner Philharmoniker onder leiding van Hans Zender.
De vijf delen zijn symmetrisch opgebouwd rondom het centrale derde stuk van het werk:
1. Erinnerung
2. Wir Geretteten  (uit de bundel In den Wohnungen des Todes)
3. Aufruf
4. Ihr Zuchauenden (uit de bundel In den Wohnungen des Todes)
5. Frieden

De teksten roepen op tot vrede en nagedachtenis van de Holocaustslachtoffers. De symfonie klinkt modern, maar grijpt tevens terug op de oude symfoniestructuur met het terugverwijzen naar eerdere 'melodielijnen'. In deel 2 is de Koreaanse achtergrond van de componist te horen met het begin met tamtams en gongs. De symfonie zit vol maatwisselingen.
Yun schreef zijn vijfde en laatste symfonie voor:
- bariton met een afwisseling van zang en spreekstem
- 3 dwarsfluiten (II ook piccolo en altfluit), 2 hobo's (II ook althobo),  2 klarinetten (II ook basklarinet), 2  fagotten (II ook contrafagot)
- 4 hoorns, 2 trompetten, 3 trombones, 1 tuba
- pauken, 4 man/vrouw percussie, 2 harpen
- violen, altviolen, celli, contrabassen

## Discografie
- Uitgave CPO Records: Richard Salter (bariton) met het Filharmonia Pomorska Bydgoszcz o.l.v. Takao Ukigaya (1993)